# Le Bourg
Le Bourg är en kommun i departementet Lot i regionen Occitanien i södra Frankrike. Kommunen ligger i kantonen Lacapelle-Marival som tillhör arrondissementet Figeac. År 2022 hade Le Bourg 301 invånare.

## Befolkningsutveckling
Antalet invånare i kommunen Le Bourg
| Referens: INSEE |